# تکن ادونس
تکن ادونس (به انگلیسی: Tekken Advance) یک بازی ویدئویی در سبک مبارزه‌ای است که توسط شرکت نامکو برای کنسول بازی دستی گیم بوی ادونس در دسامبر ۲۰۰۱ ساخته و منتشر شده‌است. تکن ادونس بر اساس داستان مجموعه تکن ساخته نشده و به مانند نسخهٔ تکن ۳، اما با شخصیت‌های کمتری نسبت به آن است.

## روندبازی
روند بازی در تکن ادونس همانند نسخه‌های پیشین خود است و سیستم مبارزه‌ای آن‌ها را حفظ کرده بود. اما به دلیل اینکه بازی بر روی یک کنسول دستی ارائه شده بود، ورودی دکمه‌ها یا مختصر یا کلا حذف گردیده بودند. با بهره‌گیری از یک سیستم تک ورودی، ضربه مشت بر روی دکمه A و لگد بر روی B و کلیدهای ماشه‌ای چپ و راست بالا به ترتیب برای تگ و گرفتن استفاده می‌شوند.

## شخصیت‌ها
- پال فینکس
- نینا ویلیامز
- جین کازاما
- یوشیمیتسو
- هیهاچی میشیما (بازشدنی)
- فورست لا
- گان جک
- هائورانگ
- لینگ شائویو
- کینگ

## بازتاب‌ها
| گردآورنده  | امتیاز |
| ---------- | ------ |
| گیم‌رنکینگز | ۷۹٫۴۴٪ |
| متاکریتیک  | ۸۲/۱۰۰ |

| ناشر                    | امتیاز  |
| ----------------------- | ------- |
| الکترونیک گیمینگ مانثلی | ۵٫۸۳/۱۰ |
| گیم اینفورمر            | ۸٫۵/۱۰  |
| گیم‌پرو                  | ۴/۵     |
| گیم‌اسپات                | ۸/۱۰    |
| گیم‌اسپای                | ۸۸/۱۰۰  |
| آی‌جی‌ان                  | ۸٫۵/۱۰  |

تکن ادونس نقدهای مثبتی دریافت نمود و با میانگین امتیازه ۷۹٫۴۴٪ در وبگاه گیم‌رنکینگز و ۸۲ از ۱۰۰ در متاکریتیک قرار دارد. وبگاه گیم‌اسپات به این بازی نمرهٔ ۸ از ۱۰ اهدا کرد و اشاره داشت: به نظر می‌رسد این بازی به اندازه کافی به همتاهای خود نزدیک شده‌است. وبگاه آی‌جی‌ان به آن امتیازه ۸٫۵ از ۱۰ را داد و وبگاه گیم‌اسپای نیز نمره ۸۸ از ۱۰۰ را به آن تقدیم نمود، و آن را یک بازی خیره‌کننده بر روی گیم بوی ادونس خواند.